# 松鶴城
松鶴城（しょうかくじょう）は、徳島県阿南市椿泊町にあった日本の城。別名は椿泊城。

## 歴史
鳴門市の土佐泊城を本拠地としていた森氏の2代目の森村春が、1586年（天正14年）に阿波国へ入った蜂須賀家政から福井庄椿泊など約3,000石を与えられ、この地に移り住んだとされる。
森家4代当主の森村重の際に徳島藩の海上方に任命され、それ以後、松鶴城の城主は代々「森甚五兵衛」を名乗った。そのことから森甚五兵衛屋敷とも呼ばれる。
松鶴城は現在の阿南市立椿泊小学校に築かれており、小学校の西側に松鶴城の石碑があり、南側の石垣が遺構である。